# Герилл Карфагенский
Герилл Карфагенский(др.-греч. Ἥριλλος; III в. до н. э.) — философ-стоик, ученик Зенона Китийского.

Он во многом не согласен с учением Зенона и утверждает, что знания являются целью жизни.
 Другой подчинённой целью является первичный импульс живых существ, определяемый стоическим термином oikeiôsis (греч. οἰκείωσις). Он утверждал, что немудрые люди следуют подчинённой цели, но только мудрые стремятся к главной цели. За подобные воззрения его критиковал Цицерон и ассоциировал с значительно отличной философией Аристона Хиосского.